# Leo Smit (compositor americano)
Leo Smit (12 de janeiro de 1921 — 12 de dezembro de 1999) foi um compositor norte-americano de música contemporânea.

## Vida
Nasceu em Filadélfia. Estudou com o compositor russo Dmitri Kabalevsky. Ensinou na Universidade de Buffalo, Nova Iorque.
Escreveu duas óperas,The Alchemy of Love(1969) e Magic Water(1978).. Compôs 100 canções com textos da poetisa Emily Dickinson
Recebeu uma bolsa Guggenheim em 1950. Foi também fotógrafo.
Morreu em Encinitas, Califórnia, com 78 anos, de insuficiência cardíaca.